# 板沢武雄
板沢 武雄（いたざわ たけお、1895年1月5日 - 1962年7月15日）は、日本の歴史学者。東京帝国大学教授・法政大学教授を歴任。専門は、日本近世史・日蘭貿易史。

## 経歴と評価

### 経歴
1895年（明治28年）1月5日に岩手県南閉伊郡釜石町（現・釜石市）の天台寺門宗の名刹観音寺住持・板沢真小雄と喜智の五男として生まれた。県立遠野中学校に入学し、中学時代に『台湾文化志』の著者・伊能嘉矩の家に寄寓してその感化を受け、これがのちに歴史学を志す契機となった。中学卒業後に第二高等学校に進学し、1916年7月に同校大学予科第一部英文科卒業。同年9月に東京帝国大学文科大学国史学科に進んだ。1919年7月に卒業。
その後、宮内省図書寮勤務を経て、1921年に学習院講師となり、翌年教授に就任した。1927年（大正2年）4月よりヨーロッパ（主としてオランダ）及びオランダ領東インドに留学した。この留学においては、日蘭交渉史関係史料の採訪と研鑽に努め、1929年に帰国した後は精力的に関係論文を発表して学界や教壇に活躍した。帰国後、東京帝国大学講師を経て、1938年（昭和13年）に東京帝国大学文学部助教授、1942年に教授に着任した。
また、この間に帝国学士院の日蘭関係史料調査や史料編纂掛の欧文日本史料取調などを兼務した。こうした歴史研究の一方で、1939年（昭和14年）に聖護院で得度、受戒し、郷里釜石の観音寺住職事務取扱となった。
1945年（昭和20年）12月22日、皇居に招かれて神道に関する進講を昭和天皇、香淳皇后に行う。天皇は、翌日予定されていた宮内大臣と連合国最高司令部幕僚との交流の場に板沢を同道させようとしたが、スケジュールが合わずに断念した。後水尾天皇の譲位、徳川家康の神格化に伴う幕府の改革停滞、君臣の濃情を表現した謡曲が皇室衰徴時代に発達したことに興味を示したとする記録が残る。
1948年（昭和23年）1月に公職追放により東京帝国大学教授の職を追われ、郷里観音寺に戻り、同寺の復興に努めた。
1950年（昭和25年）、宮内庁長官の田島道治が昭和天皇に拝謁した際に、公職追放解除となる板沢のことを話題にした記録が残る。
1952年（昭和27年）に法政大学教授に就任し、同職は没年まで務めた。また、天台寺門宗の教務部長や日本歴史地理学会会長も歴任した。

1954年（昭和29年）、文学博士（法政大学）の学位を取得。論文の題は「日蘭文化交渉史」。

### 評価
岩生成一は、板沢の研究成果について、次のように述べている。

## 著作

### 編著
- 『日本歴史受験の研究』高岡書店、1922年
- 『南方圏文化史講話』盛林堂、1932年 （1942年再版）
- （国史研究会編）『蘭学の発達』［岩波講座 日本歴史 4回 6］岩波書店、1933年
- 『新体皇国史教授備要』盛林堂書店、1936年
- （米林富男共編）『原六郎翁伝』原邦造、1937年
- 『阿蘭陀風説書の研究』［日本文化研究所報告 第3］日本古文化研究所、1937年（1974年吉川弘文館から再版）
- 『杉田玄白「蘭学事始」』［ラジオ新書］日本放送出版協会、1940年
- 『昔の南洋と日本』［ラジオ新書］日本放送出版協会、1940年
- 『国史を貫く肇国精神』［教学叢書15輯］文部省教学局、1940年
- 『神武の道』大日本雄弁会講談社、1942年
- 『天壌無窮史観』日光書院、1943年
- 『一筋の道』日光書院、1944年
- 『衣食住の歴史』［生活科学新書 48］羽田書店、1948年
- 『日蘭貿易史』［平凡社全書］平凡社、1949年
- 『啄木の手紙』岩手県国民健康保険団体連合会、1952年
- 『日蘭文化交渉史』［法政大学博士論文］、1954年
- 『日本とオランダ 近世の外交・貿易・学問』［日本歴史新書 42］至文堂、1955年 （1966年増補版出版・1978年再版）
- 『おらんだ風説書について』［大東急記念文庫］大東急記念文庫、1958年
- 『日蘭文化交渉史の研究』［日本史学研究叢書］吉川弘文館、1959年　国立国会図書館書誌ID000000991305（1961年・1969年・1986年再版・オンデマンド版2021年 ISBN　9784642042529）
- 『シーボルト』人物叢書  45 吉川弘文館、1960年（1967年・1972年再刊・1988年新装版出版 ISBN　9784642051132・オンデマンド版 2021年　ISBN　9784642751131）

### 論文・資料紹介
- 「滝澤馬琴の書簡」（『歴史地理』41巻3号、1923年3月）
- 「台湾見聞記」（『歴史地理』43巻4号、1924年4月）
- 「北畠親房の常陸下着は漂着に非ず」（『歴史と地理』15巻2号、1925年2月）
- 「東西の時局と歴史教育」（『歴史地理』46巻4号、1925年10月）
- 「人を悪くいふ言葉」（『民族』2巻6号、1926年9月）
- 「旧学習院の教育とその学風」（『歴史と地理』18巻6号、1926年12月）
- 「諸国新年習俗の比較 陸中上閉伊郡釜石附近」（『民族』2巻2号、1927年1月）
- 「奈良県宇陀郡水分宮の鐘銘に就て」（『考古学雑誌』17巻2号、1927年2月）
- 「或る志士の死家里松濤に就て」（『歴史地理』49巻3号、1927年3月）
- 「明治維新と南朝の遺裔」（『歴史と地理』19巻3号、1927年3月）
- 「おふなだまさま（船霊）」（『民族』2巻5号、1927年7月）
- 「猿の聟の昔話」（『民族』3巻3号、1928年3月）
- 「民俗学の文献目録」（『民族』3巻5号、1928年7月）
- 「和蘭国立文書館に存する日蘭通交史料 特に商館日誌に就て」（『歴史地理』53巻5号、1929年5月）
- 「慶長の遣使支倉一行の跡を尋ねて」（『史苑』2巻2号、1929年5月）
- 「和蘭に存する維新史料 特に文久二年日本使節の和蘭訪問に就て」（『明治文化研究』5巻6号、1929年6月）
- 「鯡漁と和蘭の海事發展」（『歴史地理』55巻1号、1930年1月）
- 「スロイス提督母堂訪問記」（『明治文化』6巻1号、1930年1月）
- 「古四王神社考」（『歴史地理』55巻2号、1930年2月）
- 「羅馬法王庁図書館備忘録」（『明治文化』6巻3号、1930年3月）
- 「鎖国時代における外国婦人の入国禁止について」（『史学雑誌』43編1号、1931年1月）
- 「佐賀の蘭学者金武良哲先生に就いて」（『中外医事新報』1177号、1931年11月）
- 「採集帖より」（『郷土研究』5巻6号、1931年11月）
- 「蘭学の意義と蘭学創始に関する二、三の問題（一）」（『歴史地理』59巻1号、1932年1月）
- 「蘭学の意義と蘭学創始に関する二、三の問題（二）」（『歴史地理』59巻2号、1932年2月）
- 「蘭学の意義と蘭学創始に関する二、三の問題（三）」（『歴史地理』59巻5号、1932年5月）
- 「蘭学の意義と蘭学創始に関する二、三の問題（四）」（『歴史地理』59巻6号、1932年6月）
- 「厚生新編訳述考」（『史学雑誌』43編8号、1932年8月）
- 「釜石と遠野にただよう郷愁」（『新岩手人』2巻9号、1932年9月）
- 「蘭学の内容と蘭学者の態度」（『明治聖徳記念学会紀要』38巻、1932年9月）
- 「欧州に於ける日本学建設者としてのシーボルト」（『日独文化協会講演集』9輯、1935年）
- 「国史に現はれたる世界観の発展に就て」（『鴨台史報』3輯、1935年1月）
- 「国史に於ける文化圏と時代理会との関係（一）」（『歴史教育』11巻6号、1936年6月）
- 「国史に於ける文化圏と時代理会との関係（二）」（『歴史教育』11巻7号、1936年7月）
- 「国史に於ける文化圏と時代理会との関係（三）」（『歴史教育』11巻8号、1936年8月）
- 「日蘭文化交渉に於ける人的要素」（史学会編『東西交渉史論』冨山房、1939年）
- 「日唐通交に於ける国書問題について」（『史林』24巻1号、1939年1月）
- 「辞書及び文法書の編纂と蘭学の発達」（『史学雑誌』50巻5号、1939年5月）
- 「国学と洋学」（『国語と国文学』16巻10号、1939年10月）
- 「伊能友寿翁年譜・伊能嘉矩先生小伝」（『民族学研究』6巻1号、1940年3月）
- 「外人の観た『夜明け前の日本』」（『国際文化』8号、1940年3月）
- 「和魯通言比考について」（『学鐙』44巻4号、1940年4月）
- 「蘭学と儒学との交渉及び幕府の対蘭学政策」（徳川公継宗七十年祝賀記念会編『近世日本の儒学』岩波書店、1941年）
- 「江戸時代に於ける地動説の展開と其の反動」（『史学雑誌』52巻1号、1941年1月）
- 「和蘭の蘭印経営史」（『明治聖徳記念学会紀要』57巻、1942年5月）
- 「甲板考」（『学鐙』46巻6号、1942年6月）
- 「松平定信と神武の道」（『日本学研究』3巻2号、1943年2月）
- 「わが鎖国時代とイタリア」（『イタリア』3巻6号、1943年6月）
- 「上代日本人の生命観」（『肇国精神』3巻6号、1943年6月）
- 「機と勢と形」（『改造』26巻1号、1944年1月）
- 「私達の生活攻勢皇國女性への信頼」（『婦人公論』29巻3号、1944年3月）
- 「西洋人の書いた日本歴史の栞」（『日本歴史』2巻4号、1947年7月）
- 「岩手海浜史信」（『日本歴史』30号、1950年11月）
- 「俄大臣の家臣団」（『日本歴史』31号、1950年12月）
- 「製鉄遺跡の発見」（『法政大学史学会会報』4号、1952年7月）
- （斎木一馬共著）「徳川吉宗」（『日本歴史』56号、1953年1月）
- 「蘭学史に於ける人文科学の立場」（『法政大学史学会会報』5号、1953年3月）
- 「阿蘭陀通詞の研究」（『法政大学文学部紀要』1号、1954年3月）
- 「日本人の挨拶」（『心』6号、1954年6月）
- 「近世初期の時代理念」（『歴史教育』2巻10号、1954年10月）
- 「江戸時代に於ける洋書輸入と現存状態」（『学鐙』51巻12号、1954年12月）
- 「鎖国とその解釈」（『歴史教育』3巻10号、1955年10月）
- 「日本と東京」（『日本歴史』103号、1957年1月）
- 「南部藩に於ける沿岸富豪の一型態」（『歴史地理』87巻1号、1957年1月）
- 「蘭学発達の基盤及び契機としての漢学」（『法政史学』11号、1958年10月）
- 「洋学界の新進馬場兄弟」（『歴史教育』6巻11号、1958年11月）
- 「啄木のはがき」（『学鐙』56巻3号、1959年3月）
- 「芝蘭堂新元会図の題言について」（『かがみ』1号、1959年3月）
- 「人物形成の問題 松平定信と神武の道」（『日本歴史』136号、1959年10月）
- 「慶応二年オランダ出版の日本人書翰について」（『日本近代史学』2号、1960年3月）
- 「日本とオランダとの関係」（『歴史教育』8巻12号、1960年12月）
- 「鎖国時代における密貿易の実態」（『法政大学文学部紀要』7号、1961年3月）
- 「貞享四年仙台領の吉利支丹」（『歴史地理』90巻1号、1961年6月）
- 「諸国巡見使とその実際」（『日本歴史』163号、1962年1月）

### 書評
- 「聖フランシスコ・ザビエー小伝（幸田成友新著）」（『三田評論』529号、1941年11月）